# La Belle Vie (film, 2013)
Cet article concerne le film de Jean Denizot. Pour le film de Robert Enrico, voir La Belle Vie.
Pour les articles homonymes, voir La Belle Vie.
Pour plus de détails, voir Fiche technique et Distribution.
La Belle Vie est un film d'aventures français  coécrit et réalisé par Jean Denizot, sorti en 2013.

## Synopsis
Enlevés à leur mère, Sylvain et Pierre vivent dans la clandestinité avec leur père Yves. Jusqu'à ce que Pierre disparaisse et que Sylvain rencontre une jeune fille sur une île de la Loire, Gilda. L'histoire s'inspire de l'affaire Xavier Fortin.

## Fiche technique
- Titre original : La belle vie
- Titre français :
- Titre québécois :
- Réalisation : Jean Denizot
- Scénario : Jean Denizot et Frédérique Moreau
- Casting : Tatiana Vialle
- 1er assistant réalisateur : Clément Comet
- Image : Elin Kirschfink
- Son : Marie-Clothilde Chéry, Jocelyn Robert, Mélissa Petitjean
- Montage : Aurélien Manya
- Musique originale : Luc Meilland
- Scriptes : Claire Dumaze, Elise Romestant
- Maquillage : Bénédicte Trouvé
- Costumes : Agnès Noden
- Décors : Laurent Lhermite
- Régie générale : Laurène Ladoge
- Direction de production : Laziz Belkaï
- Production exécutive : Claire Trinquet
- Produit par : Mathieu Bompoint
- Sociétés de production  : Mezzanine Films 
en coproduction avec: Love Streams agnès b. Productions
en association avec: Indéfilms
Avec le soutien de Ciclic-Région Centre de la Région Aquitaine et du Département des Pyrénées-Atlantiques
en partenariat avec le CNC
- Distribution  :  Chrysalis Films
- Ventes internationales : The Match Factory
- Budget : 1.200.000
- Pays d’origine :  France
- Langue : français
- Format : couleur -
- Genre : aventures
- Durée : 93 minutes
- Dates de sortie : 9 avril 2014 (France)
  -  Italie : 28 août 2013 (Mostra de Venise 2013)
  -  France : En avant première le jeudi 12 décembre 2013 au Festival du film de Vendôme
  -  France : 9 avril 2014

## Distribution
- Zacharie Chasseriaud : Sylvain
- Nicolas Bouchaud : Yves
- Jules Pelissier : Pierre
- Solène Rigot : Gilda
- Avec la participation de Maya Sansa : Elena
- Avec la participation de Jean-Philippe Ecoffey : François, le père de Gilda

## Distinctions
- Mostra de Venise 2013 : Label Europa Cinemas
- 2014 : Meilleur Second Rôle Féminin au Festival Jean Carmet de Moulins (Prix du Public) pour Solène Rigot

## Développement
Xavier Fortin et ses deux fils Okwari Fortin et Shahi'Yena Fortin sont à l'origine du livre Hors systeme sur lequel se base le scénario du film.